# Folk metal
Il folk metal è un sottogenere dell'heavy metal sorto e sviluppatosi in Europa durante gli anni novanta. Il folk metal mescola l'heavy metal a sonorità ispirate alla musica folkloristica occidentale.  Include, quindi, l'utilizzo di strumenti popolari, e, in minor misura, stili di canto tradizionali, come per esempio, gli olandesi degli Heidevolk, i danesi Sylvatica e gli spagnoli degli Stone of Erech, e fuori dall'Europa i giapponesi Kiryu.
Il genere non subì alcuna innovazione, almeno fino alla nascita di un'altra band inglese, gli Skyclad. Il loro primo album, The Wayward Sons of Mother Earth uscì nel 1990. Solo tra il 1994 ed il 1995 vi furono ulteriori innovazioni, grazie a nuovi gruppi sorti in tutta Europa. Tra queste band, possiamo citare la band irlandese dei Cruachan e la band tedesca dei Subway to Sally, band che crearono due importantissimi sottogeneri del folk metal, il celtic metal e il medieval metal. Nonostante i loro contributi, il folk metal rimase poco conosciuto, a causa dei pochi esponenti presenti durante gli anni novanta. È stato così fino agli inizi del 2000 quando il genere esplose, soprattutto in Finlandia con gruppi come i Finntroll, gli Ensiferum, i Korpiklaani, i Turisas e i Moonsorrow.
La musica folk metal è diversa nello stile dall'heavy metal e dal folk. Tra l'altro bisogna considerare il fatto che per caratterizzare il genere è necessario utilizzare una vasta gamma di strumenti folk, quindi le band sono spesso formate da sei o più membri. Poche sono le band che usano le tastiere, queste sintetizzando il suono degli strumenti popolari. Le liriche nel folk metal, normalmente, spaziano dal paganesimo, alla natura, al fantasy, alla mitologia e alla storia.

## Storia

### Origini

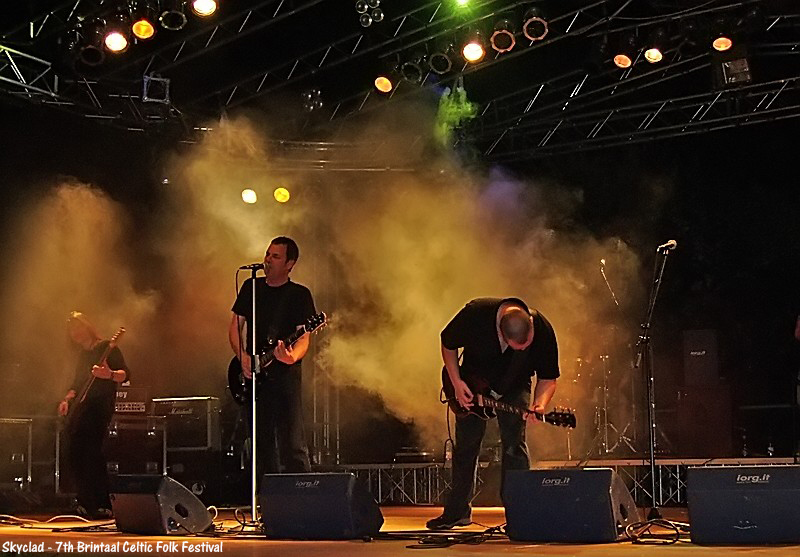
Gli Skyclad dal vivo al settimo Brintaal Celtic Folk Festival

La band inglese degli Skyclad fu fondata nel 1990 dopo che il cantante Martin Walkyier lasciò i Sabbat, la sua band precedente band. Gli Skyclad debuttarono nel genere thrash metal, con l'album, The Wayward Sons of Mother Earth, impreziosito con melodie suonate dal violinista Mike Evans, una sperimentazione descritta da Eduardo Rivadavia di AllMusic come "ambiziosa" e "innovativa". La canzone "The Widdershins Jig" dal primo album fu definita come "particolarmente significativa" e "un'ottima realtà nel mondo Metal". Con un violinista fisso nella sua formazione, il secondo album venne considerato come un "nuovo leggendario stile folk" e "le parti del violino, ora di maggior importanza, possono essere associate alle linee di chitarra distorta suonate da una qualunque rock band, a patto che quest'ultima non sia gli Skyclad." Gli Skyclad, da allora, vennero considerati pionieri del genere, con Keith Fay dei Cruachan che cita gli Skyclad come "i creatori del folk metal."

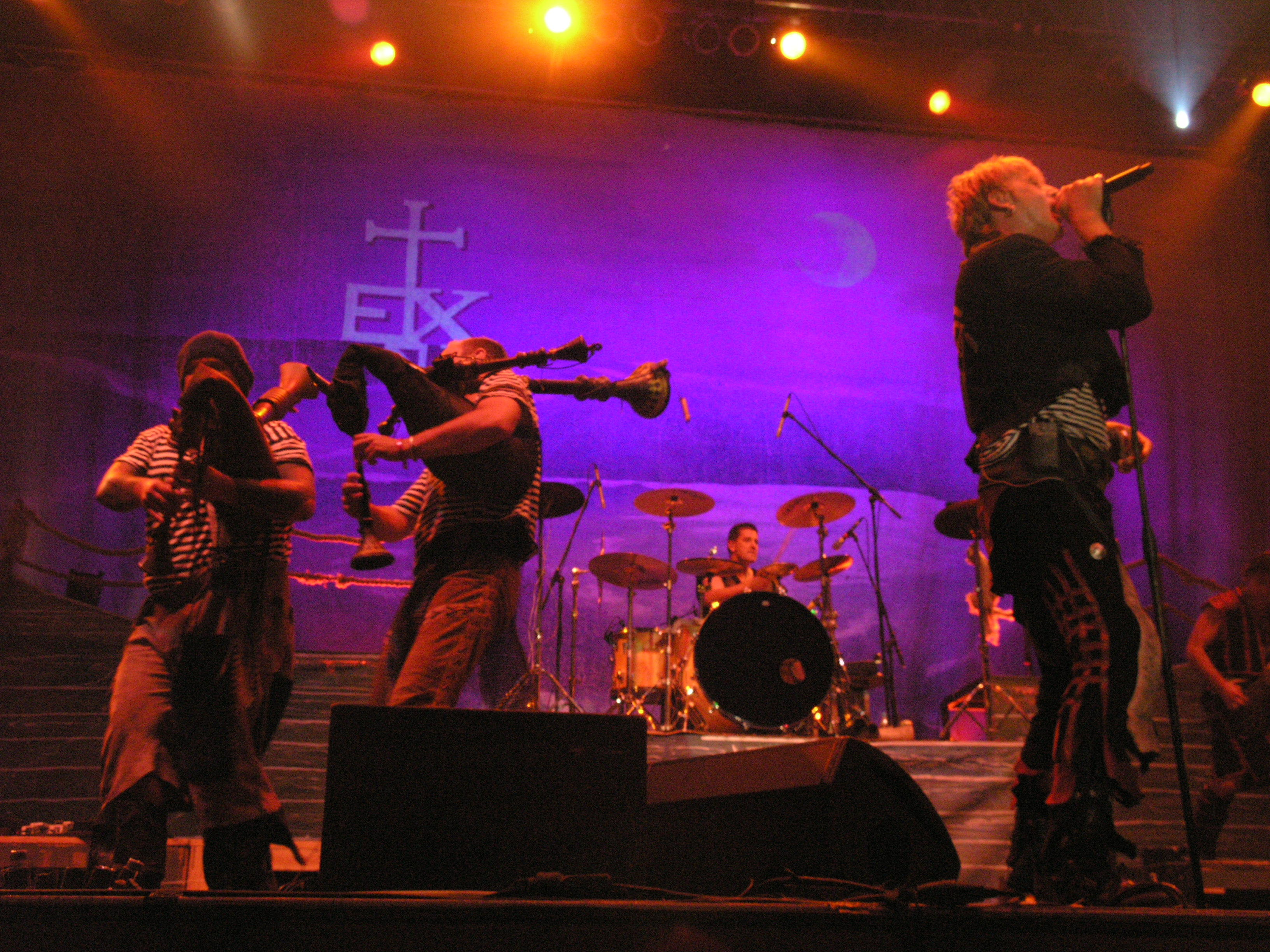
Gli In Extremo live al Masters of Rock 2007

Anche dopo la partenza di Martin Walkyier nel 2001, gli Skyclad, dopo due decenni dalla loro formazione, rimangono un gruppo folk metal molto attivo oggi. Al contrario, la band portoghese dei Moonspell ha solo sfiorato la permanenza nel genere. La loro prima pubblicazione risale al 1994, con l'EP, Under the Moonspell, LP che unisce l'heavy metal con influenze folk del Medio Oriente. Con la pubblicazione del loro primo album, Wolfheart nell'anno seguente, la band si dedicò a una transazione al gothic metal e "diventando velocemente una delle migliori band Gothic metal."
Un'altra classica band che ha significativamente contribuito alla nascita del folk metal è la band finlandese degli Amorphis. Si è formata nel 1990 e il loro album d'esordio, The Karelian Isthmus, è stato pubblicato nel 1992.
Il loro secondo album, Tales from the Thousand Lakes, venne pubblicato nel 1994 impreziosito con "molte melodie e strutture affascinanti, largamente ispirate alla musica folk del loro paese." L'album ricevette un'ottima accoglienza dai fan con "il contenuto che risalta velocemente nell'underground del Metal e raggiunge un picco nello sviluppo del Death metal atmosferico."

### Variazioni regionali
Tra il 1994 e il 1995, il folk metal vede emergere, in diverse parti del mondo, alcune novità, poi definite Medieval Metal e Celtic Metal.

#### Medieval metal

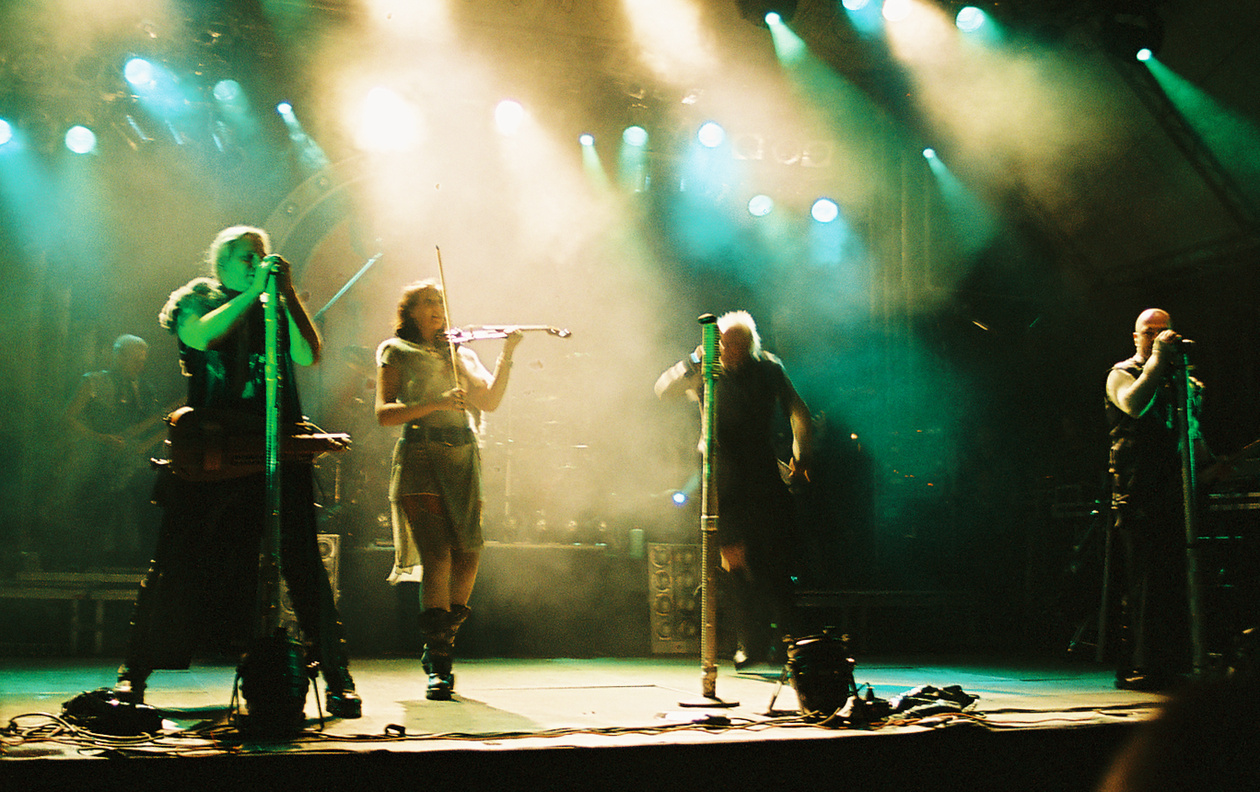
I Subway to Sally, live al Sundstock Openair del 2005, sono considerati i creatori del medieval metal.

La band tedesca dei Subway to Sally venne fondata nel 1992 come una band folk rock, che canta in inglese incorporando nella loro musica influenze irlandesi e scozzesi. Con il loro secondo album del 1995, dal titolo, MCMXCV,, la band adotta "un approccio più tradizionale" e inizia a cantare in Tedesco. Traendo ispirazione dagli Skyclad, i Subway to Sally suonano un misto tra hard rock e heavy metal "arricchito con melodie medievali suonate con cornamuse, ghironde, liuti, mandolini, ciaramelle, violini e flauti", combinato, nei loro testi, con una "simbolica poesia tedesca". Con il successo nelle classifiche in Germania, furono accreditati come "la band che ha inventato, ciò che venne chiamato, medieval rock."
Questo fenomeno esclusivamente di matrice tedesca venne continuato e sviluppato da band successive. Formati nel 1996, la band berlinese, In Extremo trovò anch'essa successo grazie ai "loro vestiti medievali usati sul palco e il loro coraggio di usare bizzarri strumenti, talvolta anche fatti a mano, come le cornamuse scozzesi." Un'altra band di questo genere raggiunse il successo in Germania;  è la band bavarese degli Schandmaul. Autodefinitisi, "i menestrelli di oggi", dispongono di un organico di strumenti dotato di cornamuse, organetti, ciaramelle, violini e mandolini.

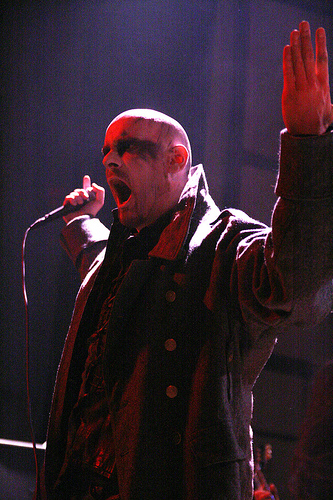
A.A. Nemtheanga è il cantante della band Celtic metal Primordial

#### Celtic metal
La band Irlandese dei Cruachan venne fondata nel 1992 dal chitarrista Keith Fay con il loro primo demo distribuito nel 1993. Prendendo ispirazione dal primo album degli Skyclad, Fay decide di combinare black metal con la musica irlandese. Il loro primo album,Tuatha na Gael, fu pubblicato nel 1995 consentì alla band di essere acclamata "per aver fatto il passo più lungo di chiunque altro volesse innovare il folk metal". La sperimentazione dei Cruachan, ossia la combinazione di musica celtica e heavy metal è conosciuta oggi come Celtic metal.

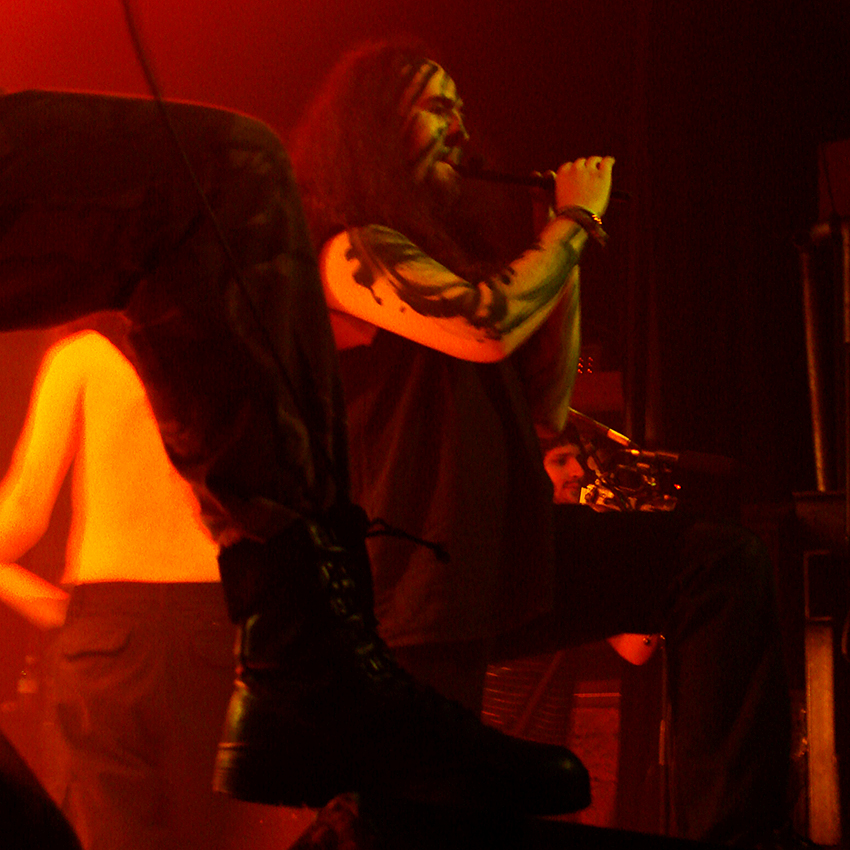
I Waylander, qui dal vivo al Cernunnos Pagan Fest 2008, sono uno dei maggiori esempi di Celtic metal.

Parallelamente ai Cruachan, anche la band black metal dei Primordial pubblicò una demo nel 1993, "ritrovandosi come gli apripista della seconda ondata black metal." La musica irlandese ricoprì "un ruolo molto importante" nei Primordial, ma in "un modo oscuro e sottile", sia negli accordi che nei tempi. La band fu pure "definita come una delle migliori band di "folk-con-black metal"." Tra altri classici esempi di Celtic metal si possono annoverare i Geasa , i Waylander, i Suidakra, gli Eluveitie, i Furor Gallico, i Puruzulent e i Northland. I primi tre gruppi pubblicarono una demo nel 1995, mentre gli ultimi si aggiunsero alla scena folk metal solo più recentemente.

### Sviluppo

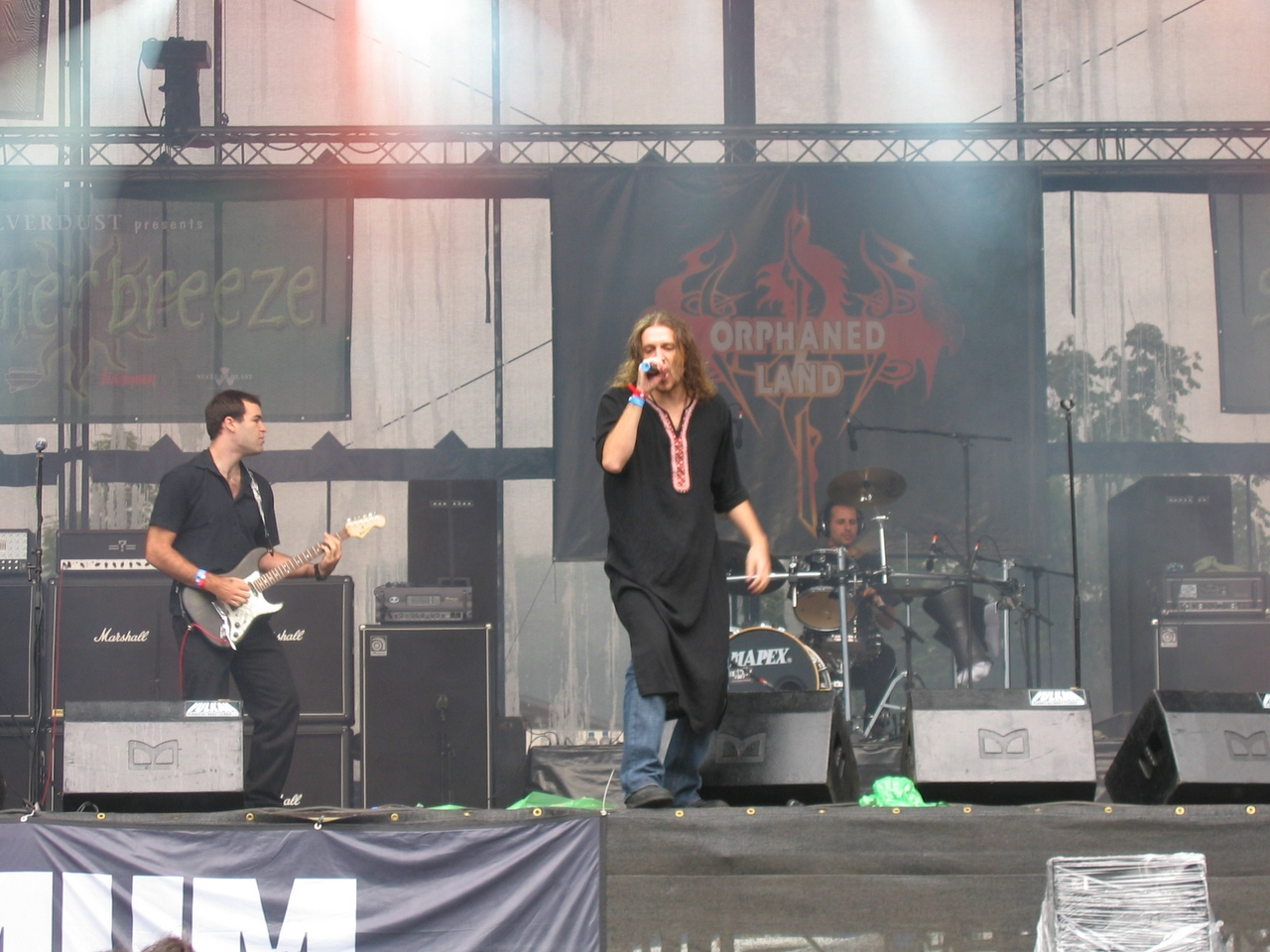
La band israeliana Orphaned Land, live al Summer Breeze Open Air 2007, è un classico esempio di folk metal extraeuropeo.

Nel 1991 venne fondata in Israele la band progressive metal degli Orphaned Land. Con il loro primo e unico demo The Beloved's Cry pubblicato nel 1993, "immediatamente creò un nuovo genere" che "velocemente attirò molta attenzione grazie al loro stile poco ortodosso." Nel 1994, i membri del gruppo erano ancora adolescenti, quando pubblicano il loro primo album, dal titolo, Sahara. La musica degli Orphaned Land "si ispirava agli stili musicali del Medio Oriente" impreziosita di elementi tradizionali provenienti dalla musica folk ebraica e da quella araba.
Dalla metà degli anni novanta, poco a poco emersero altre band in grado di combinare l'heavy metal con il folk. Gli Storm fu un supergruppo norvegese composto da Fenriz, Satyr e Kari Rueslåtten, rispettivamente dalle band black metal dei Darkthrone, dei Satyricon e della band doom metal dei The 3rd and the Mortal. Il loro unico album Nordavind venne pubblicato nel 1995 grazie all'uso di tastiere per imitare il suono degli strumenti folkloristici. I tedeschi degli Empyrium, nel loro primo album, dal titolo, A Wintersunset, si basarono inoltre sui sintetizzatori e sulle chitarre, al fine di unire il loro "oscuro folklore" con il black metal.

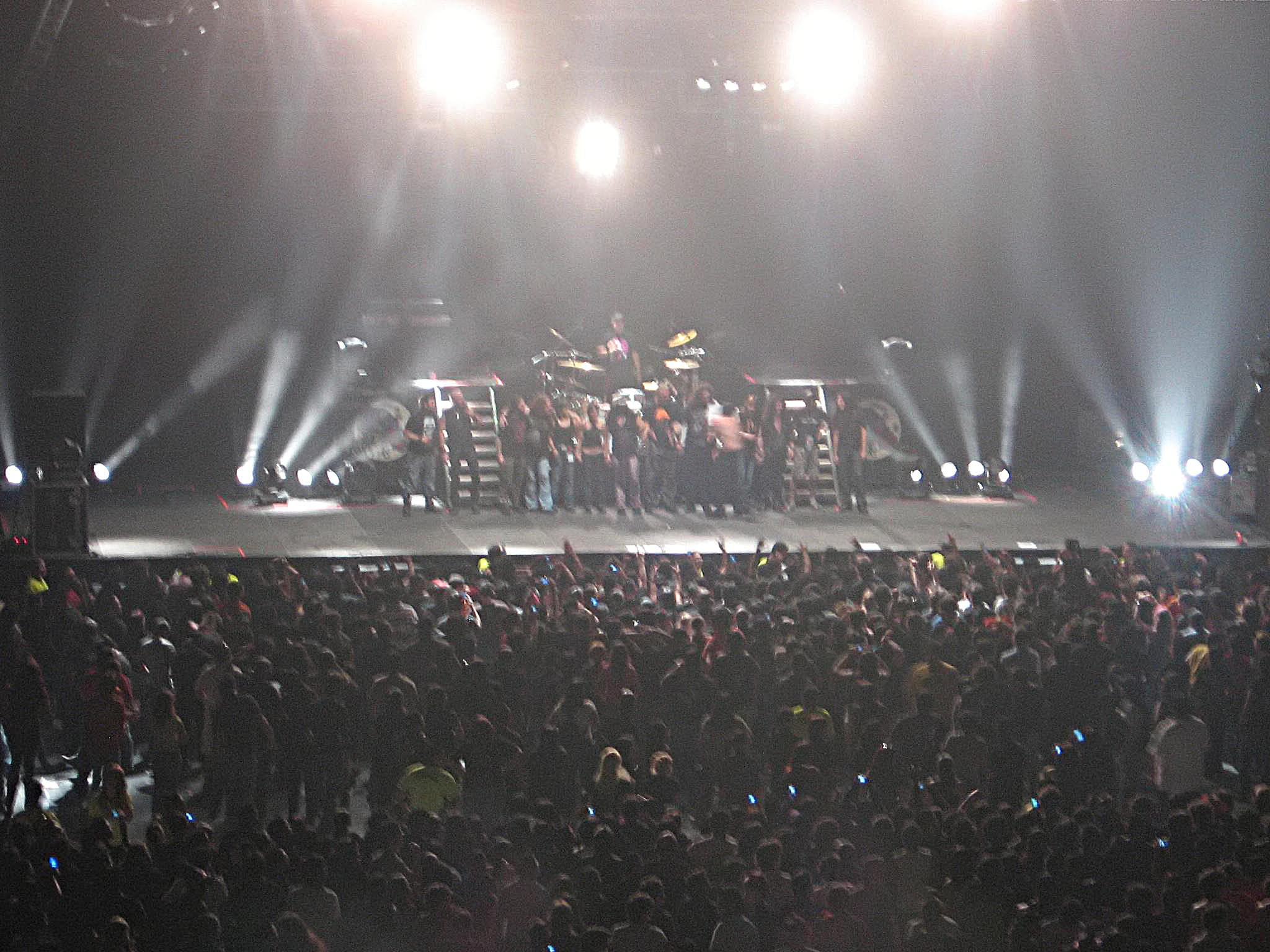
I Mägo de Oz sono una delle prime band folk metal.

Il 1996 vide anche il debutto della one-man band black metal del polistrumentista Vratyas Vakyas, conosciuta come Falkenbach. Nonostante i Falkenbach vennero fondati nel 1989, la band non ricevette molta attenzione fino al debutto discografico, debutto che include musica epica "completa di tastiere, temi vichinghi e tendenze verso strutture e melodie folk". Falkenbach, in effetti, suona un misto di Viking metal e folk metal. A loro si aggiunsero, negli anni successivi, alter band che combinarono i due generi, come i Windir, i Månegarm e i Thyrfing.
In seguito vennero fondate altre band folk metal,  tra le quali possiamo annoverare la band spagnola dei Mägo de Oz formatasi nel 1989, con l'omonimo album di debutto, pubblicato nel 1994. La formazione era formata da nove membri, tra i quali un violinista e un flautista. I Mägo de Oz si sono evoluti negli anni attraverso una combinazione di power metal e celtic metal. Ottennero un grande successo nelle classifiche in patria, così come in Sudamerica e in Messico.
I The Lord Weird Slough Feg, dalla Pennsylvania, Stati Uniti fondarono il gruppo nel 1990. Il loro eponimo album di debutto venne pubblicato nel 1996. La band ha seguito "uno stile unico che combina metal tradizionale al power metal al folk metal."
La band ceca dei Silent Stream of Godless Elegy venne fondata nel 1995, inizialmente come una band doom metal "legata all'immagine pagana e talmente avventurosa da includere nell'arsenale tipico di una rock band anche violini e violoncelli ". Nel 1998, con la pubblicazione del secondo album, Behind the Shadows, i Silent Stream of Godless Elegy iniziano ad inserire nella loro musica elementi folkloristici.

### Esplosione

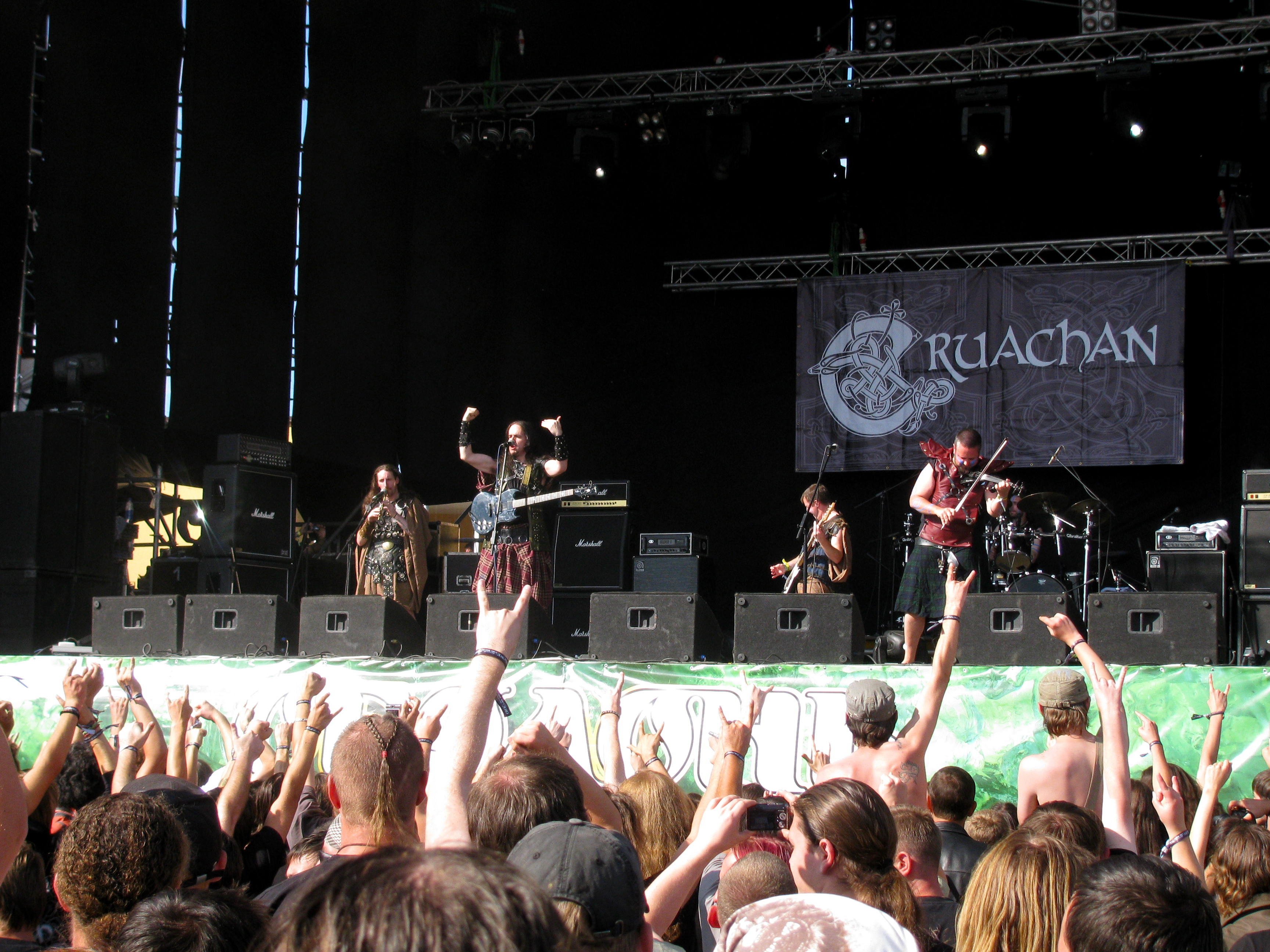
I Cruachan at Global East Rock Festival 2010

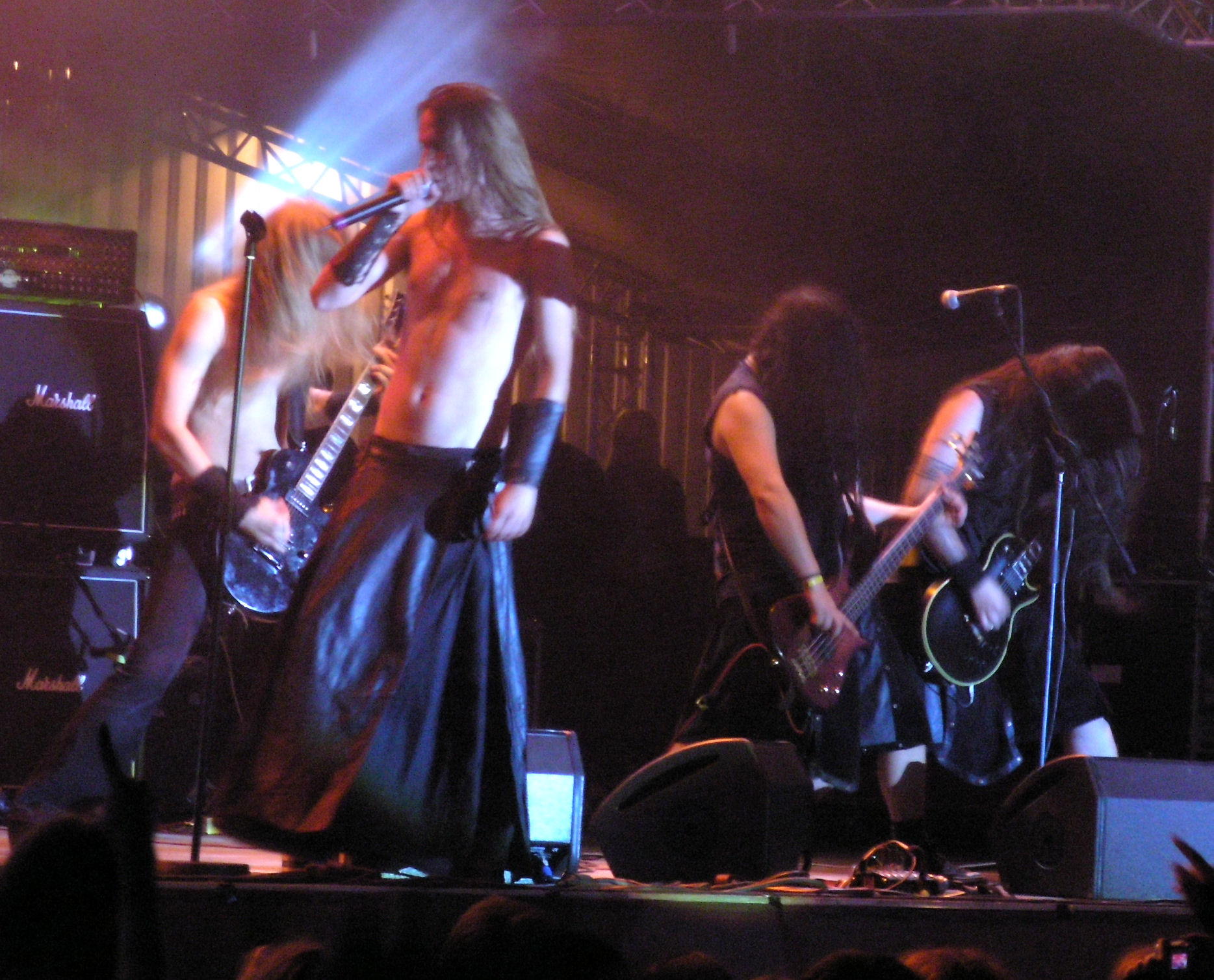
I Finntroll sono una famosa band folk metal con le liriche interessate ai troll e alla humppa.

Il folk metal è letteralmente esploso con l'arrivo del nuovo millennio. I capostipiti di questa diffusione, con "un rivoluzionario scontro tra la tradizione e l'amplificazione" sono un gruppo finlandese conosciuto come Finntroll. La band venne fondata nel 1997 dal chitarrista degli Impaled Nazarene, esordendo con una demo registrata nel 1998, e con il debut album Midnattens Widunder, pubblicato nel 1999. I loro testi erano cantati esclusivamente in svedese invece del finlandese "apparentemente perché lo svedese era una lingua migliore per evocare lo spirito dei troll", anche se la vera ragione di questa scelta era dovuta al fatto che il cantante della band faceva parte della minoranza svedese presente in Finlandia. La musica dei Finntroll fu una "vera e propria innovazione" nell'accostamento della polka finlandese, chiamata humppa, con il black metal. In particolare, la band prende dalla humppa "Le linee di basso suonate in alternate picking, accompagnate dal rullante e l'uso della fisarmonica". Questo misto di polka e metal estremo diede luogo a diverse controversie. Andy Hinds di Allmusic si lamentò delle influenze della polka, etichettandole come "la normale minaccia di una band death metal" mentre il suo collega Alex Henderson elogiò la band per il loro "sempre solido e consistente sforzo", dichiarando che i Finntroll si distinguevano dalla massa "grazie alla loro enfasi sulla polka finlandese e all'humor e l'ironia concessi duranti i concerti."
Il secondo album dei Finntroll, Jaktens Tid venne pubblicato nel 2001 trovando successo in patria. Molte canzoni dell'album vengono cantate da Jonne Järvelä dei Korpiklaani, all'epoca Shaman, un'altra band finlandese. Al contrario di altri gruppi folk metal che iniziarono come normali band metal prima di aggiungere influenze folk, i Korpiklaani, prima di dedicarsi al metal, cominciarono come band folk. Le radici dei Korpiklaani (anzi degli Shaman), si possono trovare in un gruppo di musica Sami chiamato, Shamaani Duo, fondato nel 1993. Un album di musica folk, chiamato Hunka Lunka, venne pubblicato nel 1996, quando Jonne Järvelä decise di trasformare la band, innanzitutto dal nome, da Shamaani Duo a Shaman. Il folk metal degli Shaman era basato sulla musica folk degli Shamaani Duo. Due album vennero pubblicati con quel nome. Il primo, Idja, fu pubblicato nel 1999, mentre il secondo, Shamániac, nel 2002, quando gli Shaman cambiarono nome in Korpiklaani. Il cambio del nome viene accompagnato dal cambio di musica. Le voci in yoik e l'uso del lingua sami vengono troncati, mentre il sintetizzatore viene rimpiazzato da veri strumenti folk. Jonne Järvelä accredita il suo cambio di genere ai Finntroll.

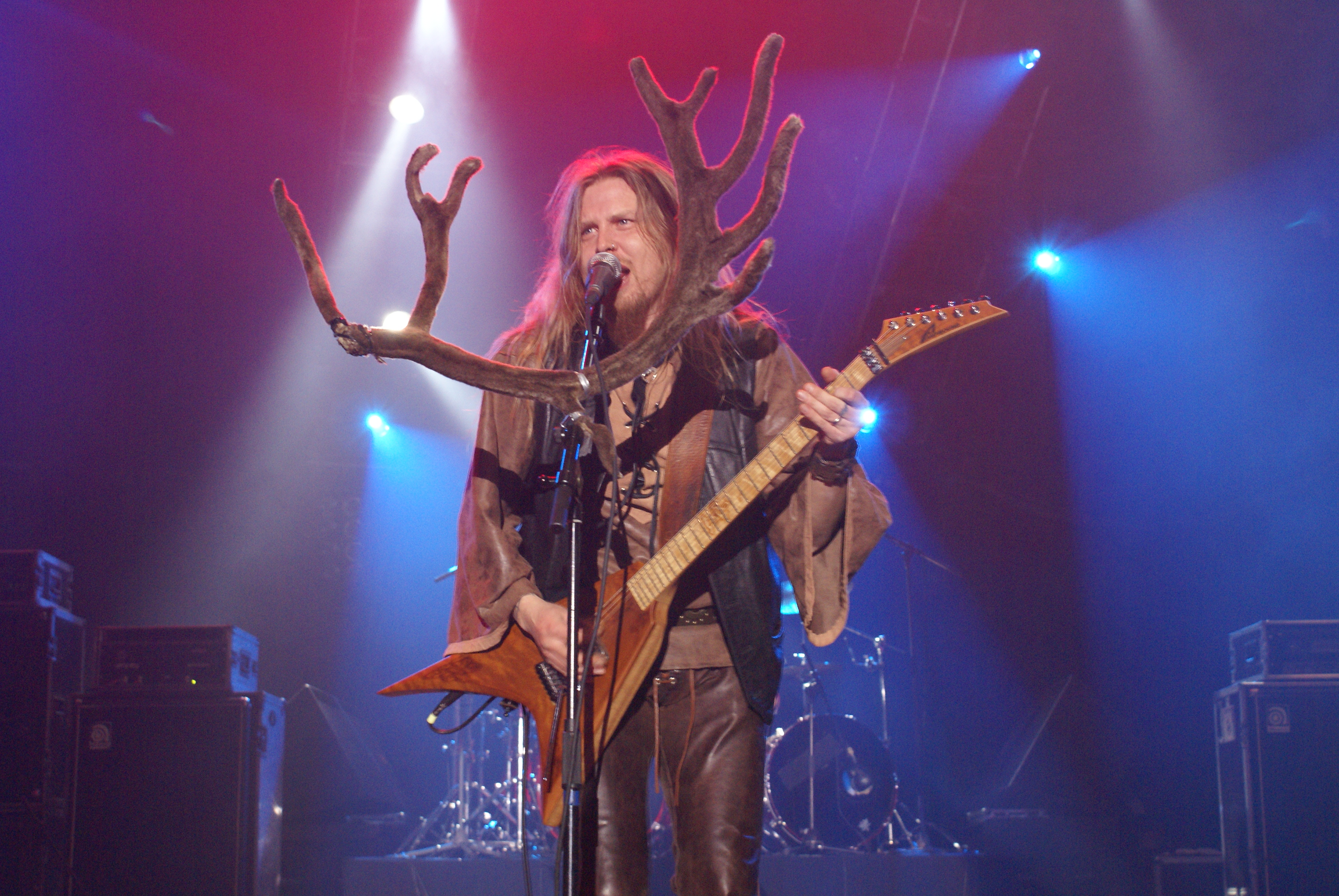
Jonne Järvelä dei Korpiklaani ha suonato folk acustico per cinque anni prima di spostarsi sul folk metal.

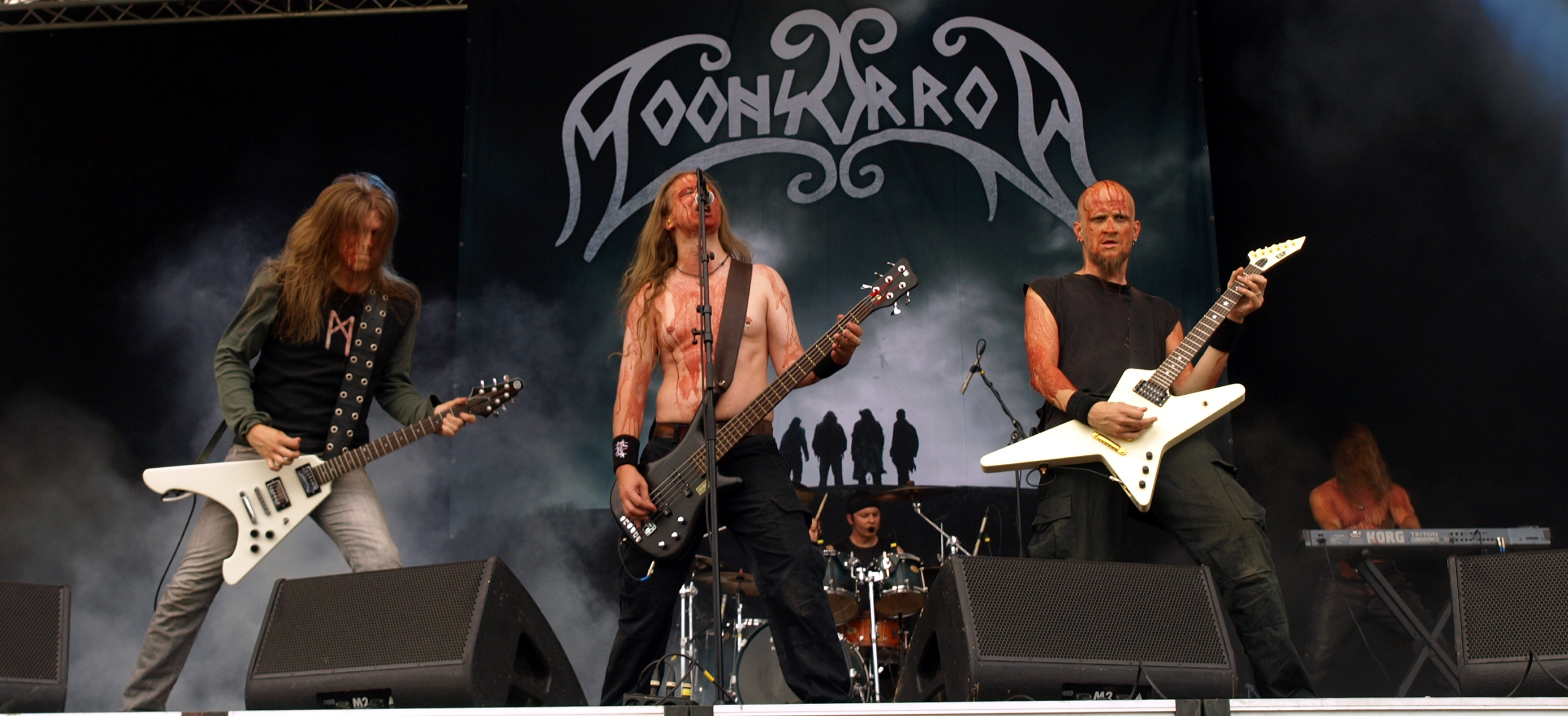
I Moonsorrow sono uno dei gruppi più importanti della scenda folk metal finlandese, fondati da Ville Sorvali insieme a suo cugino Henri, anche tastierista dei Finntroll.

Mentre i Korpiklaani usano dei veri strumenti folk, quindi non campionati, i Finntroll ripiegano sulle tastiere al fine di riprodurre le melodie folk suonate in stile humppa. Le tastiere nei Finntroll vengono suonate da Henri Sorvali, tasteristia anche nei Moonsorrow, un'altra band folk metal finlandese fondata nel 1995 con suo cugino Ville Sorvali. La band pubblicò due demo, la prima nel 1997 e l'altra nel 1999, prima dell'esordio del 2001 con l'album, Suden Uni. I Moonsorrow fondarono il folk metal con il Viking metal incorporando "Elementi e forme tradizionali finniche in elaborati arrangiamenti sinfonici tipici delle band Viking metal come Bathory e Enslaved." Nei primi anno 2000 l'adozione di elementi folk nel metal "è diventata di gran moda" in Finlandia così iniziarono ad emergere altre band folk metal finlandesi, tra le quali i Cadacross, gli Ensiferum e più tardi i Turisas e i Wintersun. Gli Ensiferum, in particolare, raggiunsero nel 2007 la testa della classifica finlandese con il loro singolo, "One More Magic Potion". Anche i Finntroll, i Korpiklaani, i Moonsorrow gli Turisas trovarono successo scalando le classifiche dei loro Paesi.
Anche dagli altri paesi scandinavi provengono ottimi gruppi folk metal. La band norvegese dei Glittertind entrò nella playlist del canale radio norvegese più famoso, NRK P1 con la canzone "Går min eigen veg", in italiano, "Cammino per la mia strada", quando il loro secondo album, Landkjenning, in italiano, "Approdo", entra nel maggio 2009 nelle classifiche norvegesi in 20ª posizione. Nel genere si sono distinte altre band norvegesi tra le quali gli Storm e i Windir, così come gruppi più recenti, come i Kampfar, i Lumsk, gli Ásmegin e i Trollfest. Le band svedesi includono i già citati Thyrfing and Månegarm, ma anche gli Otyg e i Vintersorg. Band folk metal danesi includono i Wuthering Heights, gli Svartsot, e i faroesi dei Týr.

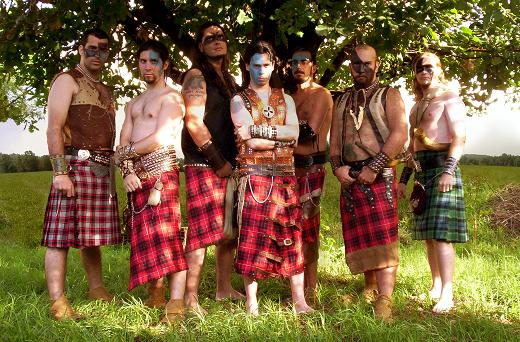
Gli Skiltron sono una band Celtic metal argentina, un'anomalia geografica, dato che il celtic metal deriva dall'Irlanda.

Fuori dalla Scandinavia, altre nazioni europee hanno contribuito a formare il genere, come i gruppi dei Paesi Baltici ːEstonia, Lettonia e Lituania, tra cui vi sono i Metsatöll, i Raud-Ants, gli Skyforger e gli Anubi (con le tematiche riguardanti l'Antico Egitto) mentre i rappresentanti dalla Russia includono gli Alkonost, gli Arkona e i Butterfly Temple. Altri casi isolati in Europa sono i Divlje Jagode ("fragole selvatiche" in bosniaco) dalla Bosnia, i Balkandji dalla Bulgaria, i Dalriada, i Pallmetta, i Sacra Arcana, iKerecsenSólyom e i Virrasztók dall'Ungheria, gli Alestorm dalla Scozia (caratterizzati dai loro temi pirateschi), gli Elvenking, i Fiaba, i Furor Gallico, i Kalevala Hms, i Folkstone, i Materdea,  i Lou Quinse e i Diabula Rasa dall'Italia, gli Holy Blood dall'Ucraina e gli Eluveitie dalla Svizzera. I Folkearth sono un progetto internazionale di folk metal con membri provenienti da tutta Europa. All'inizio, il progetto consisteva di 14 musicisti folk e metal. Con il suo secondo album, By the Sword of My Father, pubblicato nel 2006, il progetto vantava la presenza di ben 31 musicisti.
Fuori dal continente europeo, il folk metal è relativamente raro, con band principali come i, The Lord Weird Slough Feg, i Tengger Cavalry e gli americani degli Agalloch. La loro musica è considerata "un'anomalia geografica, e lo si comprende dalla loro ecletticità, un "avant-garde folk-metal", ossia proprio quello che uno si aspetta fuori dalla Scandinavia." I Túatha Dé Danann sono un'altra anomalia geografica, col loro Celtic metal dal Brasile.

## Caratteristiche

### Musica

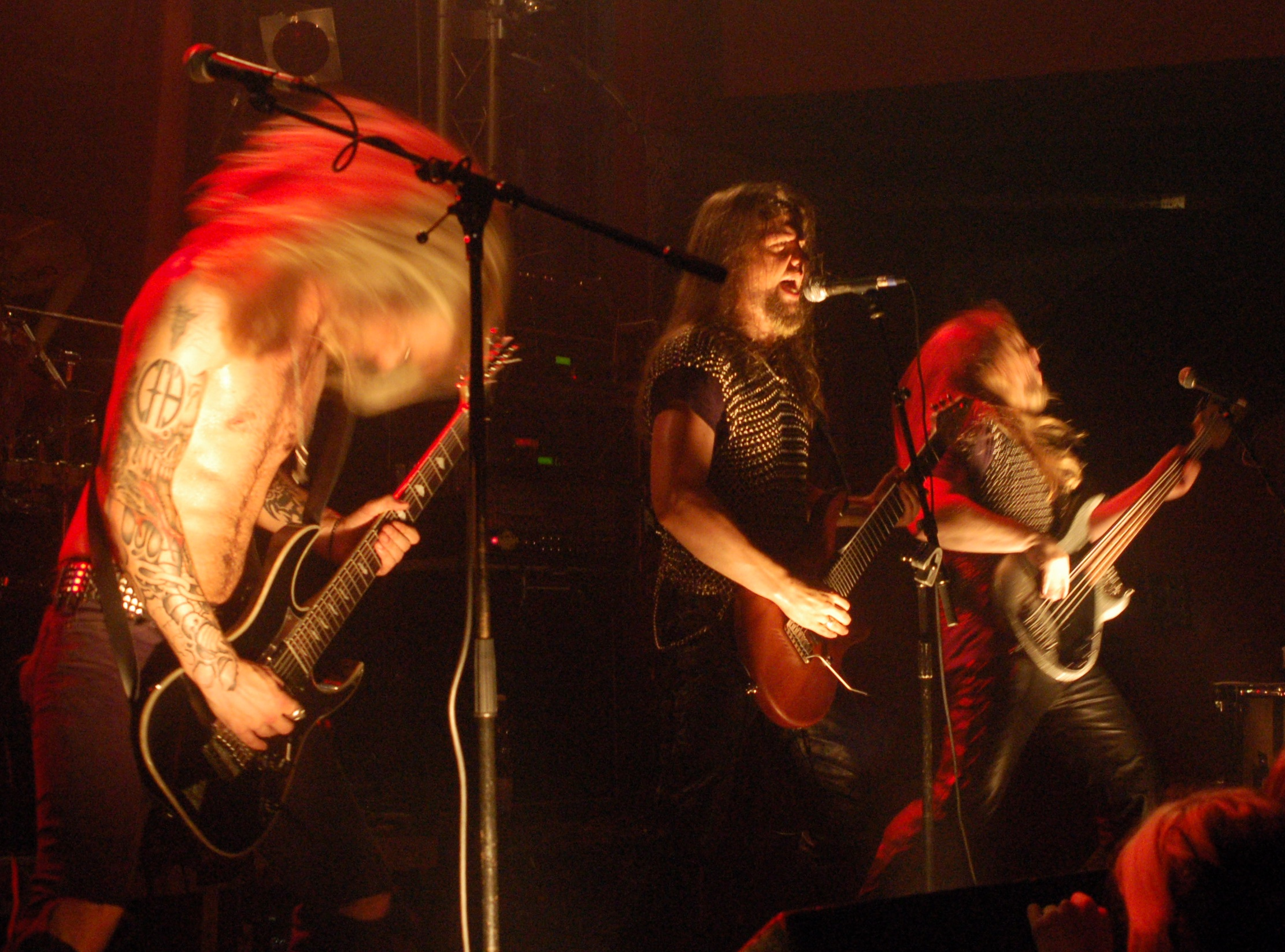
Con influenze che includono i Dream Theater, i Faroesi Týr uniscono il progressive metal con la musica folk.

La musica del folk metal è una collezione di band che seguono diversi sottogeneri dell'heavy metal. Mentre band come i Primordial, i Finntroll e i Kukulkan suonano black metal, altri gruppi come i The Lord Weird Slough Feg e gli Alestorm suonano con una base ben radicata nel Power metal o nel metal tradizionale, mentre la band tedesco-norvegese Midnattsol fonde il genere con il gothic metal. Tendenze progressive possono essere trovate in molte band, come negli Elvenking, nei Lumsk e nei Týr. Molte band sono conosciute in quanto adottano contemporaneamente un maggior numero di stili di heavy metal. Gli Orphaned Land combinano il folk metal con il progressive metal e il Death doom metal, mentre gli Ensiferum mischiano il folk con un ibrido di Power metal e death metal. Pochi gruppi sono anche conosciuti per inglobare stili di generi estranei all'heavy metal. Alcuni esempi sono il punk rock nella musica dei Glittertind e il neofolk e il post-rock negli Agalloch.
Gli elementi folk nel genere riflettono la provenienza etnica dei musicisti, come nel caso della humppa nei Finntroll e nei Korpiklaani,, la musica slavo-russa negli Holy Blood e negli Arkona, la musica baltica nei Metsatöll e negli Skyforger o la musica mediorientale degli Orphaned Land. La musica celtica permea gruppi irlandesi come gli Cruachan e i Waylander o anche gruppi non irlandesi come gli svizzeri degli Eluveitie (anche se la Svizzera è considerata un paese dalla storia celtica), e i Tuatha de Danann (dal Brasile, un paese che non fa parte della cultura celtica, nonostante la somiglianza del nome del paese con il nome di un'isola della mitologia celtica). La musica occitana è ben presente nel repertorio di gruppi occitani come negli Hantaoma, nei Lou Quinse e nei Maladecia. Stili di folk provenienti da più regioni si trovano nella musica degli Elvenking e degli Ensiferum.
Il genere offre anche una varietà di atmosfere. Una natura allegra e divertente si può trovare nei Trollfest e nei Korpiklaani. Queste band sono conosciute per questa musica anche perché è molto ballabile. Al contrario, altri gruppi come Thyrfing e Primordial sono conosciuti per la loro atmosfera contemplativa. I Lumsk offrono uno stile morbido mentre gli Agalloch sono conosciuti per il loro sound "depressive ambient".
Un'atmosfera epica è caratteristica di molte band folk metal, come Primordial, Moonsorrow, Turisas e del progetto Folkearth. Gruppi come Ensiferum e Wintersun sono conosciuti per avere un lato melodico mentre altre band preferinscono un approccio più brutale, come i Finntroll e i Månegarm.

### Strumenti

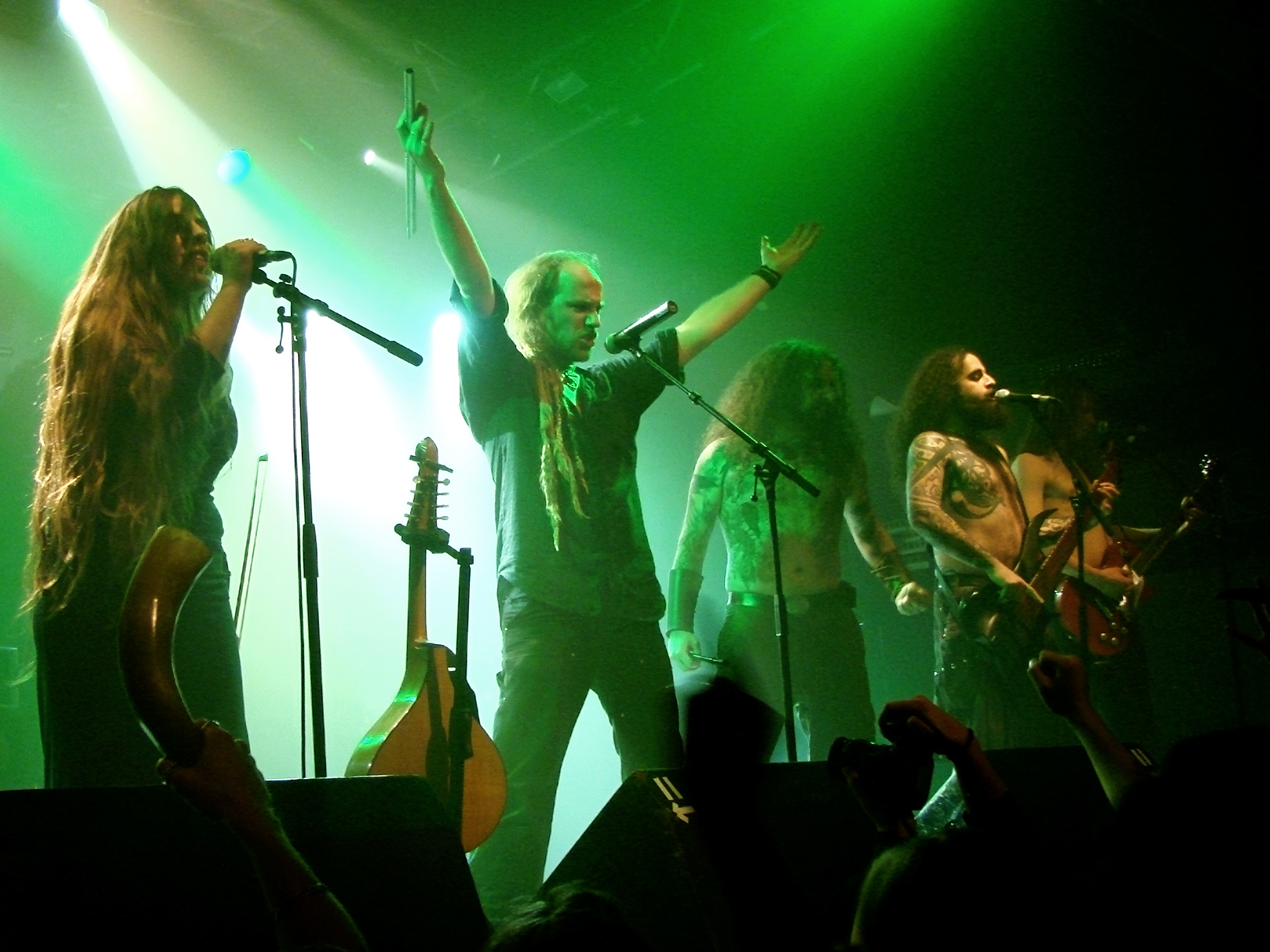
Gli Eluveitie live al 2007 Cernunnos Fest a Parigi, Francia, con una mandola, un tin whistle e un violino.

Il Folk metal usa principalmente gli stessi strumenti dell'heavy metal classico: chitarre, basso, batteria e cantante. Mentre pochi gruppi folk metal come Tharaphita si disfano "di ogni strumento folkloristico" e "si affidano soltanto di strumenti metal tradizionali," le band generalmente usano degli strumenti folk che vanno dal comune all'esotico. Molti gruppi folk metal includono un violinista nella loro formazione. Alcune di queste band sono gli Skyclad, i Subway to Sally, gli Schandmaul, i Mägo de Oz, i Silent Stream of Godless Elegy, i Korpiklaani, i Lumsk, gli Elvenking, gli Eluveitie e i Tuatha de Danann. Il tin whistle e il flauto vengono usati soprattutto dalle band Celtic metal come i Cruachan, i Waylander e gli Eluveitie. Il flauto (e anche il tin whistle) possono essere trovati anche in band estranee al celtic metal, come i Metsatöll, gli Schandmaul e i Morgenstern. Molte band sono conosciute per usare strumenti esotici provenienti dal loro paese, come l'uso da parte degli Skyforger del kokle lettone, l'uso da parte dei Metsatöll del torupill, una sorta di cornamusa estone, l'uso dei Korpiklaani del kantele, gli Eluveitie che usano l'hurdy-gurdy, una specie di ghironda della musica celtica, e l'uso da parte degli Orphaned Land dell'oud e del saz.
In assenza di strumenti folk, altre band usano le tastiere per replicare il suono degli strumenti folk. Alcune di queste band sono gli Storm, gli Empyrium e i Finntroll, così altri gruppi, come i Midnattsol e i Die Apokalyptischen Reiter. Esistono anche band che, insieme agli strumenti folk aggiungono le tastiere, come gli Skyclad, i Mägo de Oz e i Tuatha de Danann.

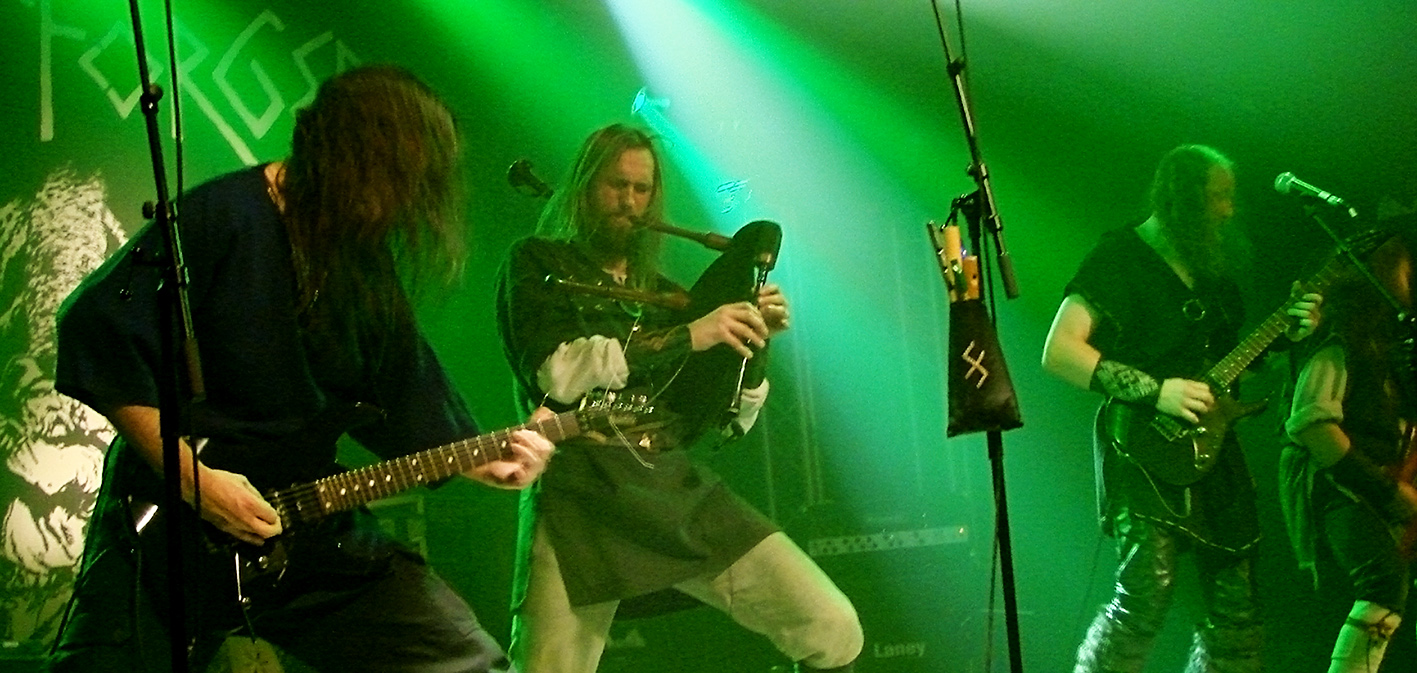
Gli Skyforger, qui live al Cernunnos Fest 2007 a Parigi, France, con delle cornamuse, inizialmente avevano una guest star a suonare gli strumenti folk, al giorno d'oggi hanno un membro ufficiale della band.

Il grande numero di strumentisti in studio può essere un ostacolo per le performance dal vivo. Mentre gli Orphaned Land riescono a suonare in Israele con venti musicisti sul palco, nei concerti in altre nazioni sono costretti, per le parti degli strumenti folk, a ripiegare su un computer. Molti combo folk metal sono conosciuti solo per gli album in studio e non fanno performance dal vivo. tra queste band ci sono i Folkearth, i Falkenbach e i Summoning. Molte band folk metal espandono la loro formazione facendo entrare nella band i turnisti, quindi sono molto comuni band con sei o più membri rispetto alla loro regolare formazione. Alcuni dei sestetti nel genere sono gli Schandmaul, i Cruachan, i Korpiklaani, i Turisas e i Midnattsol, mentre i gruppi composti da sette membri includono i Subway to Sally, gli In Extremo e i Lumsk. Sia i Silent Stream of Godless Elegy e gli Eluveitie vantano otto membri ufficiali mentre i Mägo de Oz dispongono in totale di nove musicisti. Anche qualche band con molti strumentisti usa qualche ospite per migliorare il sound. Per esempio, i Lumsk hanno aggiunto tredici guest nel loro album d'esordio Åsmund Frægdegjevar. A volte, gli ospiti diventano famose grazie al fatto di essere successivamente diventati membri a pieno titolo della band, come negli Skyforger e nei Turisas.

### Voce

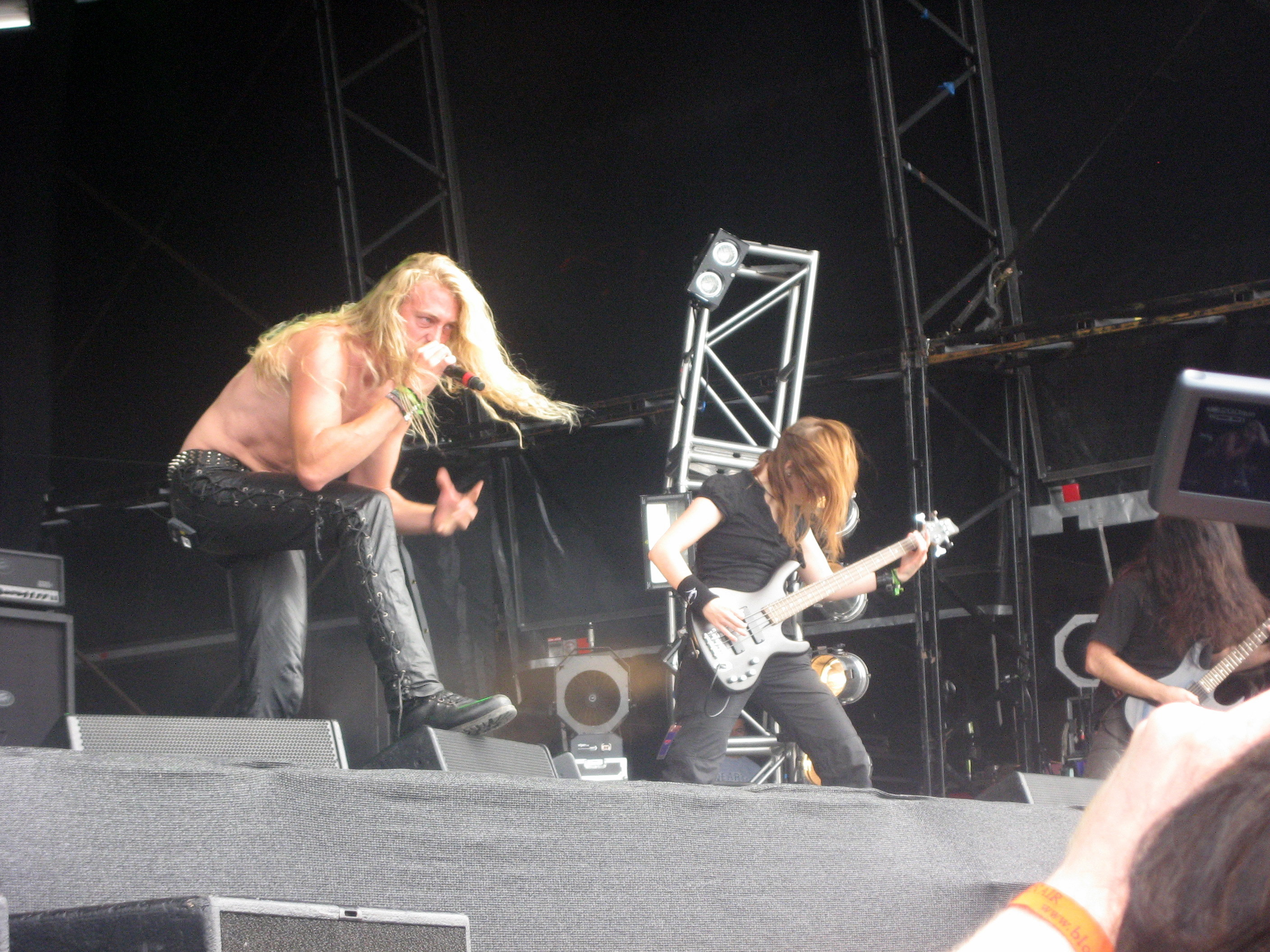
Equilibrium live at Bloodstock 2009. Questa band usa molto la voce death.

La grande varietà di stili musicali e di strumenti è contornata dalla varietà di stili vocali. Dall'"agghiacciante growl" nei Finntroll agli scream tipici del black metal degli Skyforger o dei Moonsorrow, non vi è carenza di stili di voce estremi nel folk metal. Altre band che usano stili di voci estremi sono i Cadacross, gli Ensiferum e gli Equilibrium. Al contrario, band come i Mägo de Oz e i Metsatöll sono conosciuti per usare uno stile di canto "pulito" più in linea con il loro approccio tradizionale. Molte band nel genere usano sia voci estreme che stili di canto puliti. Tra queste ci sono i Primordial, i Turisas, i Windir e i Wintersun.

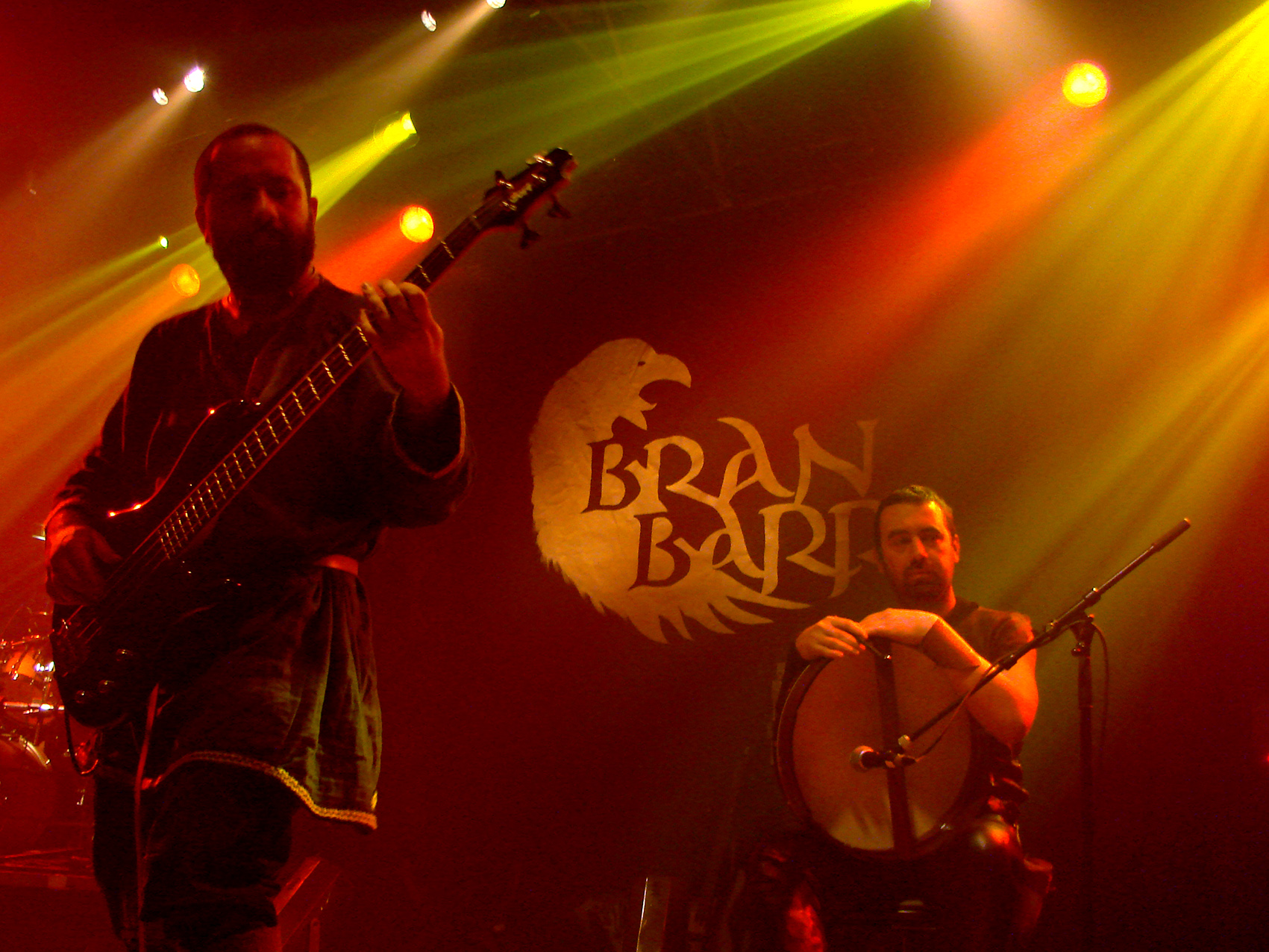
I Bran Barr al Cerunnos Fest di Parigi.

Gli stili di canto tradizionali possono essere anch'essi trovati nel genere. Oltre ai già citati Heidevolk, le parti cantate in yoik di Jonne Järvelä possono essere trovate molte volte negli Shaman, nei Finntroll e nei Korpiklaani. Cantato folk o comunque ispirato ad esso si può trovare negli Equilibrium, nei Metsatöll, negli Skyforger e negli Orphaned Land. La musica degli Orphaned Land usa anche canti e cori, molto presenti anch'essi nel folk metal. Alcune band utilizzanti spesso i cori, tra i quali gli Arkona, i Turisas, i Lumsk e gli Eluveitie, mentre i canti si trovano nella musica dei Týr e dei Windir. Alcune band come i Falconer e i Thyrfing sono anche noti per usare "melodie popolari yo-ho-ho " nelle loro voci per seguire lo stile viking metal.
Gli Orphaned Land normalmente cantano in inglese, ma usano anche dei linguaggi che "vanno bene con la musica con un suono esotico e unico." Anche i Týr usano diverse lingue nella loro musica. Alcune band, invece, cantano sempre, o quasi, nella loro lingua madre, come i Mägo de Oz in Spagnolo, i Moonsorrow in Finlandese, i Metsatöll in Estone e i Lumsk in Norvegese. Le band medieval metal tedesche usano spesso o sempre la lingua tedesca. Tra questi, ci sono i Subway to Sally, i Morgenstern e i Letzte Instanz.
Sono abbastanza comuni nel genere anche cantanti femminile con stili di voce estremi come nei Cruachan, negli Otyg, nei Lumsk, negli Arkona e nei Midnattsol. Altri gruppi come Orphaned Land ed Elvenking usano voci femminili.

### Testi
Le liriche folk metal contemplano il paganesimo, la natura, il fantasy, la mitologia e la storia. Il folk metal, fin dalla sua comparsa, venne associato al paganesimo, quando Martin Walkyier lasciò i Sabbat per formare gli Skyclad, in parte perché la band "non voleva cambiare le tematiche, iniziando a cantare del paganesimo inglese, a detta sua proprio ciò che cercava". Di conseguenza, le liriche degli Skyclad trovano fonte esclusivamente dal paganesimo . Anche i Cruachan sono stati formati da un "autodescritto" pagano, Keith Fay. Per Ville Sorvali dei Moonsorrow, l'etichetta "pagan metal" è preferibile "perché descrive le liriche della musica, ma non dice niente sulla musica strumentale." Altre band che preferiscono usare il termine "pagan metal" per descriversi sono i Cruachan, gli Eluveitie, gli Obtest e gli Skyforger. Al contrario delle band Pagan metal, le band oriental metal come gli Orphaned Land trattano temi riguardanti l'Ebraismo.

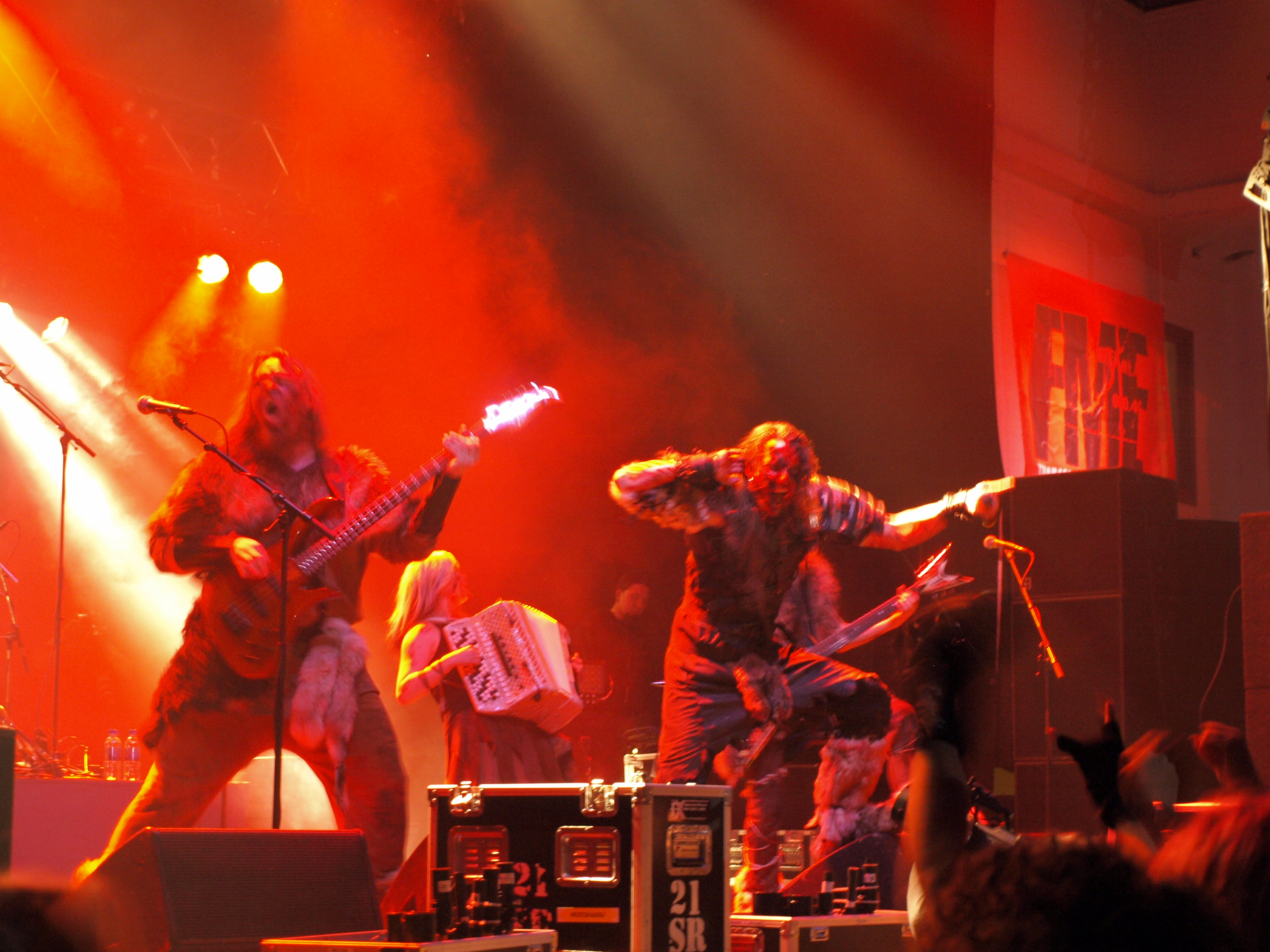
I Turisas, qui live nel 2008, hanno toccato temi come il rapporto di amicizia tra popoli attraverso testi fantasy a tema.

La natura è una forte influenza per le band folk metal. Gruppi come Korpiklaani, Elvenking, Midnattsol e Vintersorg hanno molti testi basati sulla natura. Per gli Agalloch, l'ambiente naturale viene usato nelle liriche "perché ci schieriamo insieme alle vittime dell'umanità, che lo sta distruggendo." Tutti i membri degli Skyclad sono "supporter di organizzazioni come Greenpeace, per questo sono coloro che difendono la terra e si preparano alla battaglia" tra "la gente che vuole salvare il pianeta e quelli che lo vogliono distruggere."
Gli Skyclad, pionieri del genere, non usano liriche fantasy perché "c'è già un sacco di fantasia nel mondo, secondo la loro opinione, tutto quello che ci dicono i politici è fantasia." Tuttavia, altre band usano temi epici e fantasy, come gli Ensiferum, i Midnattsol e i Cruachan. Per gli Elvenking, i testi fantasy sono usati "come una metafora per svelare significati più profondi." Analogamente, i testi fantasy dei Turisas sono più espliciti in quanto "hanno un significato più grande e profondo."
Il Celtic metal fa largo uso di testi ispirati alla mitologia celtica, la cui storia è anch'essa una ricca fonte di testi. Tra le band che abbracciano questo filone vi sono i Cruachan, gli Eluveitie, i Primordial e i Mael Mórdha. La mitologia norrena può essere trovata nei testi di band come i Falkenbach, i Týr, i Finntroll e i Mithotyn. Gli Skyforger usano in grande quantità liriche ispirate alla mitologia e alla storia lettone. Altre band che hanno fatto la storia della musica sono i Falconer e gli Slechtvalk.

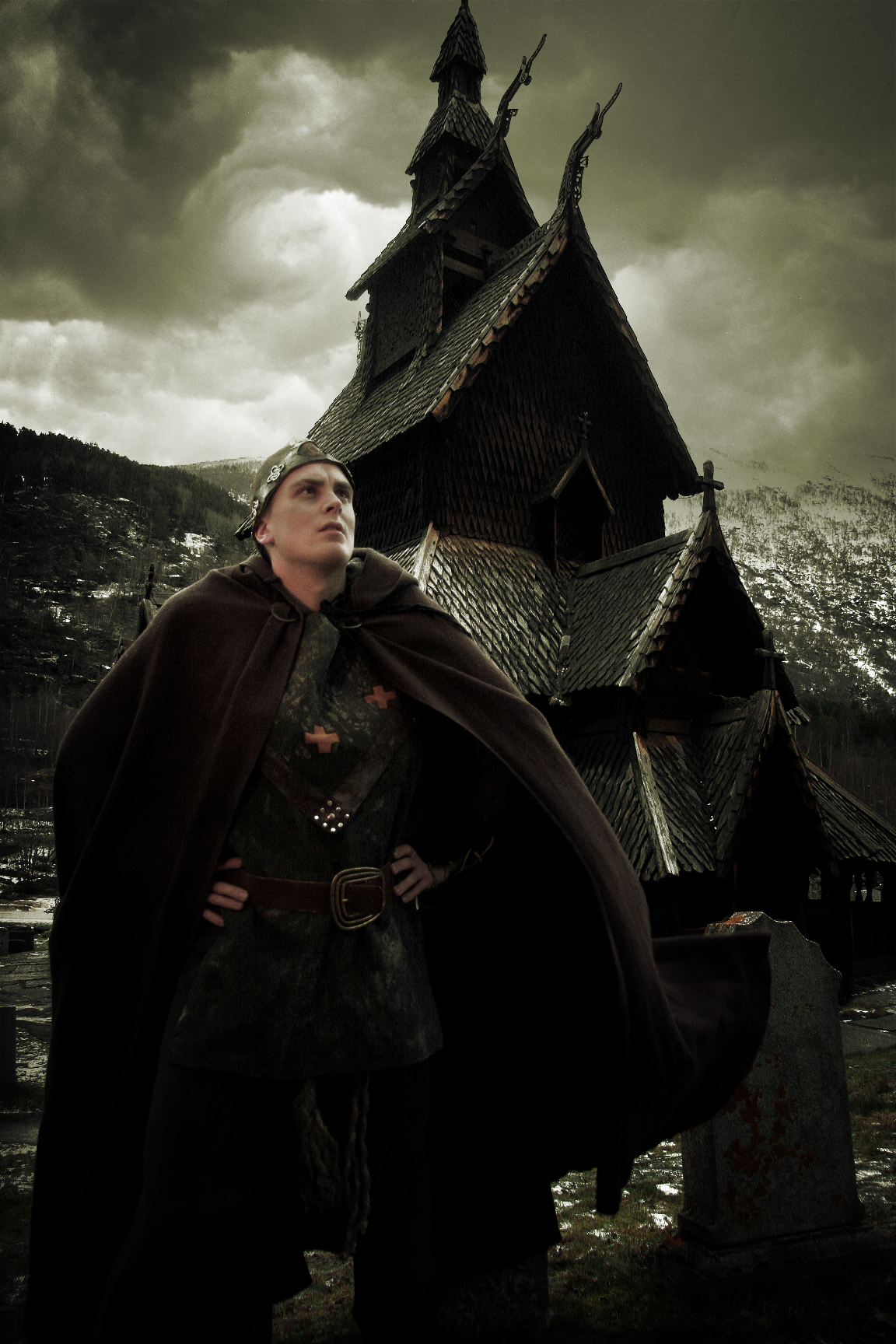
Alcune band, come i Glittertind, hanno espresso opinioni socialiste. Foto presso la Stavkirke di Borgund nella contea del Vestland (2009).

 Alcune band NSBM, come gli ucraini dei Nokturnal Mortum, i russi Temnozor e i Kroda, sono invece conosciute per l'utilizzo lirico ed estetico di tematiche quali il Nazionalsocialismo e Suprematismo Bianco. Tale circostanza è stata definita da Ciaran O'Hagan, cantante dei Waylander, come "un insulto a persone come me che non hanno ideali fascisti." Egli aggiunge che tali band NSBM "stanno suonando folk metal per tutte le ragioni sbagliate."
A causa dell'uso di simboli pagani da parte del Neonazismo, alcune band folk metal sono state accusate di far parte della corrente NSBM. Di conseguenza, band come i Cruachan, gli Skyforger, i Moonsorrow, i Månegarm e i Týr hanno dovuto dimostrare di essere distanti da tale ideologia. Gli Skyforger hanno aggiunto nel retro dei loro album la scritta 'No Nazi Stuff Here!'. Richard Lederer dei Summoning ha denunciato con uno scritto sul sito internet della band il Nazionalsocialismo. Nell'aprile 2008, al festival folk metal Paganfest, le band lì presenti vennero accusate dall'Antifa tedesca di essere nazisti, fascisti e razzisti. Ville Sorvali dei Moonsorrow e Heri Joensen dei Týr hanno pubblicato un video congiunto, affermando: "sembra che il più grande problema sia dovuto al fatto che usiamo antichi simboli scandinavi, come la S nel logo dei Moonsorrow e la T nel logo dei Týr. Il problema è che queste lettere sono parte dell'alfabeto runico da millenni e solo recentemente sono state collegate al nazismo."
Una dichiarazione scritta in risposta alle polemiche  è stata rilasciata dai Moonsorrow; allo stesso tempo si può notare come i Týr contengano nel loro album The Lay of Thrym una canzone, Shadow of the Swastika, il cui testo è chiaramente antinazista.
Sul lato opposto del panorama politico, alcuni gruppi folk metal hanno pronunciato espliciti sentimenti socialisti. Per esempio, i già citati Glittertind hanno rilasciato nel maggio 2009 una dichiarazione politica di sinistra contro il neoliberalismo nel booklet della ripubblicazione di Til Dovre Faller per la Napalm Records.
Gli Skyclad erano soliti affrontare temi politici ma attraverso liriche ambigue e umoristiche. Anche altre band utilizzano tali temi, come nel caso dei Finntroll. I testi dei Korpiklaani sono definiti come "un concentrato nell'avere tempo da perdere, bere e festeggiare." In una recensione dell'album dei Turisas', The Varangian Way, James Christopher Monger di Allmusic commenta che alcuni ascoltatori potrebbero essere stati messi fuori strada "dal preconcetto sugli uomini adulti vestiti in pelle" con testi come "vieni con noi al sud, scrivi il tuo nome nel nostro roll." Heri Joensen dei Týr sostiene che un ascoltatore deve confidare nella sua mascolinità per ascoltare tali testi tradizionali Faroesi come "ragazzi giovani, ragazzi felici che danzano allegramente."
Nella scena folk ucraina, inoltre, si è generata una nutrita corrente di gruppi christian metal come gli Holy Blood, gli Oskord e gli Evroklidon, per lo più legata apertamente al Cristianesimo ortodosso.